# Railways Act 1993
Der Transport Act 1993 war ein im Jahr 1993 unter dem konservativen britischen Premierminister John Major entstandenes Gesetz zur vollständigen Privatisierung des Schienenverkehrs.

## Entstehung des Gesetzes
Nach dem überraschenden Sieg der Conservative Party bei den Unterhauswahlen 1992 kam es zu dem in aller Eile vorangetriebenen Transport Act 1993 zur Privatisierung der britischen Eisenbahnen. Mit dem am 1. April 1994 in Kraft tretenden Gesetz wurde British Rail in über 100 verschiedene Unternehmen aufgeteilt. Es gab einige regulatorische Mechanismen: So mussten Verträge für die Benutzung der Eisenbahninfrastruktur vom Office of Rail Regulation genehmigt werden. Die einzelnen Strecken wurden zu regionalen Gruppen zusammengefasst und als Konzessionen ausgeschrieben, um die sich Privatunternehmen bewerben konnten. Betreibergesellschaften wie Virgin Trains oder Connex South Eastern entstanden. Vielfach machten auch Busunternehmen wie die Stagecoach Group oder die National Express Group von dieser Möglichkeit Gebrauch. Um weiterhin ein einheitliches Tarifsystem zu gewährleisten, entstand die Marketinggesellschaft National Rail. Die gesamte Bahninfrastruktur (Gleise, Signale, Tunnels, Brücken, Bahnübergänge) und auch einige Bahnhöfe wurden von der privaten Gesellschaft Railtrack übernommen.

## Folgen der Privatisierung
1997 war der Privatisierungsprozess abgeschlossen. In den Folgejahren kam es zwar zu einem Anstieg bei der Anzahl der beförderten Passagiere, die Instandhaltung der Anlagen wurde aus Kostengründen vernachlässigt. Durch zahlreiche Betriebsstörungen und tödliche Unfälle gefährdeten die britischen Eisenbahnen ihren Ruf.
Der Transport Act 2000 führte dann dazu, dass das mit dem Transport Act 1962 gegründete British Railways Board, der mit der Privatisierung schon von einem Großteil seiner Aufgaben entkleidet worden war, endgültig aufgelöst wurde.
Nach dem Eisenbahnunfall von Southall 1997 war der Eisenbahnunfall von Ladbroke Grove vom 5. Oktober 1999 mit 31 Toten und 296 Verletzten der zweite schwere Eisenbahnunfall, der sich auf der Great Western Main Line ereignete, nur wenige Kilometer östlich der ersten Unfallstelle. Beide Eisenbahnunfälle trugen wesentlich dazu bei, das Vertrauen der Öffentlichkeit in die Privatisierung der Eisenbahn nachhaltig zu erschüttern. Aber erst der Eisenbahnunfall von Hatfield am 17. Oktober 2000 mit vier Toten und 70 Verletzten führte dann zum Zusammenbruch des Eisenbahninfrastrukturunternehmens Railtrack plc., das am 7. Oktober 2001 vom Verkehrsminister Stephen Byers unter Zwangsverwaltung gestellt und am 18. Oktober 2002 aufgelöst wurde. An diesem Tag beschlossen die Aktionäre unter dem Druck der Ereignisse die freiwillige Selbstauflösung des Unternehmens. Die Bahninfrastruktur wurde für 500 Millionen Pfund Sterling an das neu gegründete, nicht gewinnorientierte Unternehmen Network Rail verkauft.
Die staatlichen Zuschüsse gingen in den ersten Jahren der Privatisierung zurück, stiegen aber infolge gestiegener Verkehrsnachfrage um 2002 wieder an.